# Archaeophylax ochreus
Archaeophylax ochreus är en nattsländeart som beskrevs av Mosely in Mosely och Douglas E. Kimmins 1953. Archaeophylax ochreus ingår i släktet Archaeophylax och familjen husmasknattsländor. Inga underarter finns listade i Catalogue of Life.